# 크리브쿠어

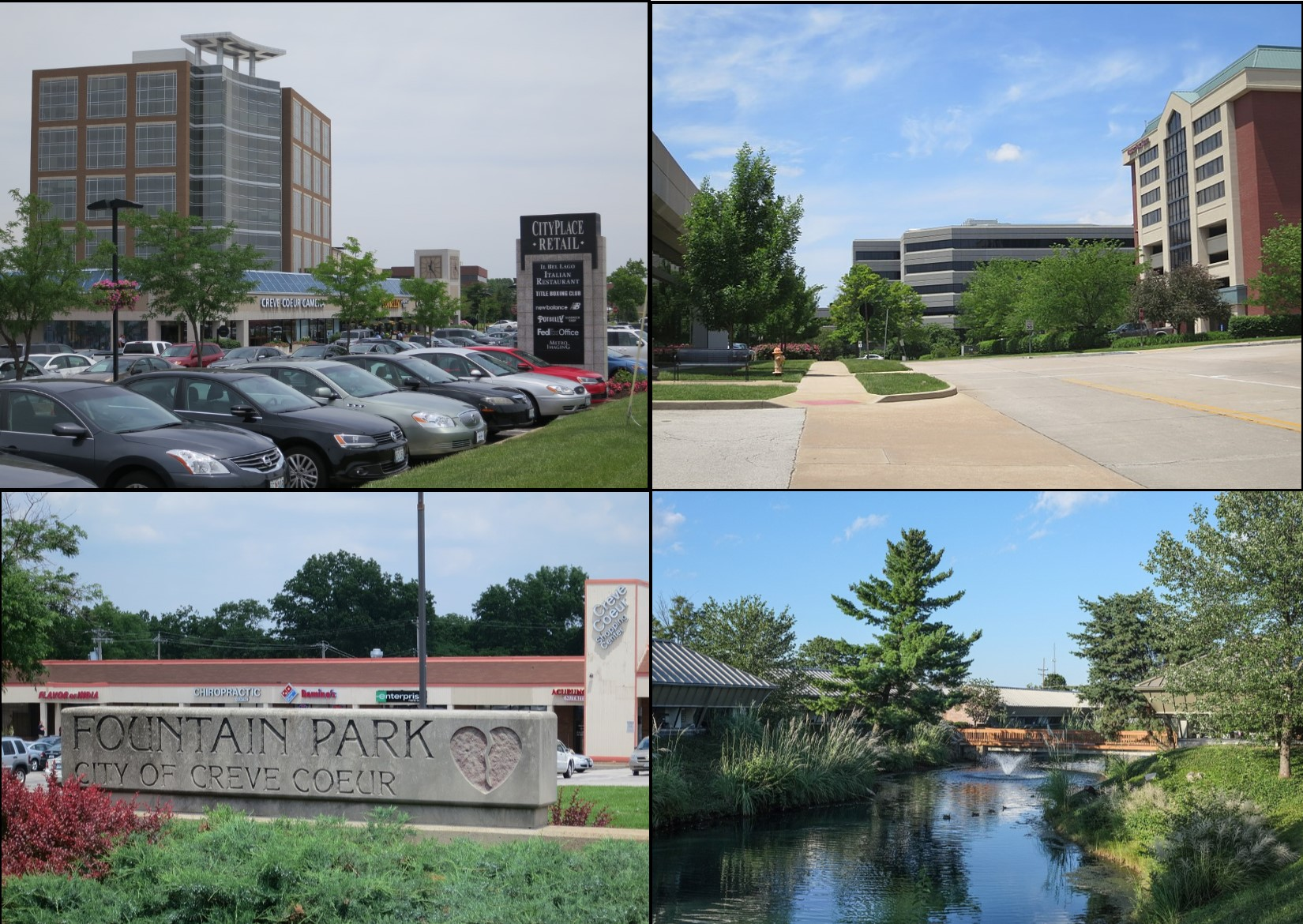
크리브쿠어 기업체들

미주리 주에서 위치

미주리 주에 있는 크리브쿠어

크리브쿠어(영어: Creve Coeur [/ˈkriːv ˈkʊər/][*])는 미국 미주리주 세인트 루이스 서부쪽에 위치한 도시이다. 2010년 인구가 17,833명으로 집계되었다. 크리브쿠어와 근교 타운들의 ZIP 코드는 63141이다. 유명한 다국적 기업인 몬산토와 드류리 호텔의 본부가 있는 곳이다.

## 역사
크리브쿠어라는 말은 원래 프랑스어로 실연이라는 뜻의 "크레브쾨르(프랑스어: crève cœur [프랑스어 발음: [krɛv kœʁ]][*])"다.  크리브쿠어 호수에서 파생되었다고 한다. 이 호수에 대한 하나의 전설이 있는데 한 인디언 추장 딸이 프랑스 모피 사냥군에 대한 이룰수 없는 사랑이 호수가 보이는 꼭대기에서 뛰어내리게 했다라는 이야기에서 연류한다고 크리브쿠어시 홈페이지에 나타나 있다.
고고학적 발굴들은 기원전 9500년에서 기원후 1800년까지 크리브쿠어 지역에는 인디언들이 살았다고 한다. 미 합중국에서 루이지애나 매입과 루이스 클라크 탐험을 통해서 미국으로 병합되었다. 미국 남북 전쟁시 남군과 북군 둘을 위해 참여했지만 대부분의 주민들은 남쪽에 동정적이었다.
도로들 가운데 잘 알려진 것은 대학교 시티와 크리브쿠어 사이에 있는 루트 340번이다. 주도로 270번과 국도 제40호선 (미국)이 연결되어있다.

## 인구
| 인구조사              | 인구   | Note  | %±     |
| --------------------- | ------ | ----- | ------ |
| 1950년                | 2,040  |       | —      |
| 1960년                | 5,122  |       | 151.1% |
| 1970년                | 8,967  |       | 75.1%  |
| 1980년                | 11,743 |       | 31.0%  |
| 1990년                | 12,304 |       | 4.8%   |
| 2000년                | 16,500 |       | 34.1%  |
| 2010년                | 17,833 |       | 8.1%   |
| 2019 (추산)           | 18,622 | [ 7 ] | 4.4%   |
| U.S. Decennial Census |        |       |        |

### 대학들
미주 침례교 대학교, 커버넌트 신학교가 크리브쿠어에 위치해 있다.

## 경제
이 지역의 경제는 몬산토와 도날드 단포스 식물학 센터의 본부가 있다,
미주리주 빌럭시에서 이사온 카프리 아이슬 카지노가 2006년부터 본부를 가지고 있다. 콜렉션 메디칼 서비스, 드류리의 본부가 있다.
그리고 아담 마크도 예전에 본부가 있었다.

### 10개의 사업장
| #  | Employer                           | # of Employees |
| -- | ---------------------------------- | -------------- |
| 1  | Mercy Hospital St. Louis           | 6,272          |
| 2  | Monsanto Corporation               | 3,700          |
| 3  | Thomson Reuters (Markets) LLC      | 1,000          |
| 4  | SSM Health Care                    | 450            |
| 5  | Daugherty Business Solutions       | 365            |
| 6  | Plaza Motor Company                | 350            |
| 7  | Busey Bank (formerly Pulaski Bank) | 300            |
| 8  | Tubular Steel                      | 262            |
| 9  | Rock-Tenn                          | 240            |
| 10 | Ceridian                           | 218            |

### 유명한 기업들
2012년 세인트 루이스 기업 저널에 따르면 다음과 같다.
| St. Louis Book of Lists Category  | Creve Coeur Business                                                     |
| --------------------------------- | ------------------------------------------------------------------------ |
| Largest Employer                  | Mercy Hospital (#8)                                                      |
| Largest Hospital                  | Mercy Hospital (#2), Barnes–Jewish West County Hospital (#21)            |
| Fastest Growing Private Companies | Advanced ICU Care (#6), The Outsource Group/(#16), #2Marcone Supply (23) |

## 공항
- 램버트-세인트 루이스 국제공항(KSTL)
- 크리브쿠어 공항(1H0)

## 같이 보기
- Creve Coeur Lake Memorial Park